# Jekybastuz
Jekybastuz (kaz. Екібастұз; ros. Экибастуз, Ekibastuz) – miasto o znaczeniu obwodowym w północno-wschodnim Kazachstanie, w obwodzie pawłodarskim. W 2009 roku liczyło ok. 125 tys. mieszkańców.
Ośrodek wydobycia węgla kamiennego oraz przemysłu materiałów budowlanych i spożywczego; w pobliżu mieszczą się dwie duże elektrownie cieplne: GRES-1 (4000 MW) i GRES-2 (1000 MW). Miasto posiada port lotniczy. W miejscowości działa Instytut Inżynieryjno-Techniczny im. Kanysza Sätbajewa, znajdują się tu również oddziały Kazachskiego Państwowego Żeńskiego Instytutu Pedagogicznego i Uniwersytetu Kazachsko-Rosyjskiego.

## Historia
W 1876 roku na terenie dzisiejszego Jekybastuzu odkryto złoża węgla kamiennego. W 1898 roku, wraz z rozpoczęciem wydobycia, założono pierwsze osiedle. Rozbudowę miasto zawdzięcza niewolniczej pracy więźniów Gułagów. W 1948 roku rozpoczęto budowę miasta i eksploatację złóż na skalę przemysłową. W 1957 roku miejscowość otrzymała prawa miejskie.